# گوتاتووا
گوتاتووا (به لاتین: Gothatuwa) یک منطقهٔ مسکونی در سری‌لانکا است که در Kolonnawa Divisional Secretariat واقع شده‌است.